# Aristóteles (político)
Aristóteles del demo de Toras (en griego antiguo: Ἀριστοτέλης/ Aristotéles; mitad del siglo V a. C. –después del 404 a. C.)  fue un político ateniense.

## Biografía
Según el discurso hecho por Terámenes antes de su condena a muerte, Aristóteles había formado parte también de la Boulé de los Cuatrocientos, tomando parte activa en el proyecto de fortificar Eetionea y de hacer entrar a los espartanos en el Pireo, traicionando a Atenas.
Aristóteles fue después uno de los Treinta Tiranos instaurados en Atenas en el 404 a. C., después la desastrosa derrota en la guerra del Peloponeso.
En el 405 a. C., Aristóteles estaba en el exilio, y parece que estuvo con Lisandro durante el asedio de Atenas, convirtiéndose en un miembro de los Treinta después de la rendición de Atenas. Luego los Treinta le enviaron a él y a Esquines (no al orador Esquines, sino a un miembro de los Treinta) a Esparta para convencer a Lisandro de que dejara en Atenas una guarnición y un harmosta para proteger a los Treinta, que no se sentían seguros entre la hostilidad del pueblo.
Aristóteles es mencionado por Platón en el diálogo Parménides: en este se dice que en aquella época era muy joven.
Aunque no se conoce exactamente su final, es probable que se retirara con sus colegas a Eleusis después de la derrota en la Batalla de Muniquia (403 a. C.), y fue asesinado junto a los otros oligarcas en la emboscada en la que los demócratas atenienses absorvieron la República oligárquica de Eleusis en el 401 a. C.